# Тахир, Анжелика
Анжелика Рублевская-Тахир (род. 5 января 1994, Киев) — пакистано-украинская модель, актриса и журналистка. Победительница Miss Pakistan World 2015, представляла Пакистан на конкурсе Мисс Земля 2016, а также на World Miss University, Miss Supertalent. С 2016 года снимается в кинофильмах пакистанского производства.

## Биография
Анжелика Рублевская родилась 5 января 1994 в Киеве в семье пакистанского отца и украинской матери. Её отец родом из города Шекхупура, провинция Пенджаб, Пакистан. После окончания технологического лицея Киева начала обучения в Киевском национальном университете технологий и дизайна по специальности «Художественное моделирование костюма».
В 2011 году стала победительницей первого сезона телевизионного конкурса «Королева бала» телеканала «ТЕТ». После победы в конкурсе начала работать в модельном бизнесе. Свой первый контракт заключила с индийским модельным агентством. 
Хобби: фотографирование и путешествия.

## Участие в конкурсах красоты
Анжелика Тахир 31 октября 2015 выиграла конкурс красоты Miss Pakistan World 2015, который проходил в Торонто, Канада. Также выиграла титулы Miss Perfect и Miss Popularity этого конкурса. Miss Pakistan World — единственный официально признанный на международном уровне пакистанский конкурс красоты, который через противоречивое отношение к конкурсам красоты в Пакистане традиционно проходит за пределами страны. Его победительницы представляют Пакистан на международных конкурсах. В следующем 2016 году Анжелика приняла участие в конкурсе красоты World Miss University и завоевала корону второй вице-мисс. В этом же году она выиграла титул второй вице-мисс на конкурсе Miss Supertalent, который проходил в Корее.
Анжелика Тахир представляла Пакистан на конкурсе красоты «Мисс Земля 2016», на котором она завоевала золотую медаль в конкурсе талантов. В апреле 2017 года представляла Пакистан на конкурсе красоты Miss Eco International, который проходил в Египте, и завоевала титул первой вице-мисс.

## Кинокарьера
Анжелика Тахир сыграла в пакистано-канадском фильме режиссёра Сони Ахмед «Na Band Na Baraati». Фильм снят в жанре романтической комедии, в нём также приняли участие известные пакистанские актёры Микаал Зульфикар, Али Казми и Кави Хан. Это первый фильм Анжелики в киноиндустрии Пакистана, после съёмок в котором она подписала контракт на следующий фильм, съёмки которого будут проходить в Дубае.